# (32629) 2001 RQ70
2001 RQ70 (asteroide 32629) é um asteroide da cintura principal. Possui uma excentricidade de 0.28561380 e uma inclinação de 10.98751º.
Este asteroide foi descoberto no dia 10 de setembro de 2001 por LINEAR em Socorro.